# Liste der Monuments historiques in Landéan
Die Liste der Monuments historiques in Landéan führt die Monuments historiques in der französischen Gemeinde Landéan auf.

## Liste der Bauwerke
| Bezeichnung                  | Beschreibung | Standort                      | Kennzeichnung | Schutzstatus | Datum | Bild           |
| ---------------------------- | ------------ | ----------------------------- | ------------- | ------------ | ----- | -------------- |
| Calvaire de la Ville Gontier |              | Couvent Saint-François (Lage) | PA00090607    | Classé       | 1929  | weitere Bilder |
| Ebenerdiger Keller           |              | (Lage)                        | PA00090608    | Classé       | 1862  | weitere Bilder |
| Dolmen Pierre Courcoulée     |              | (Lage)                        | PA00090609    | Classé       | 1946  | weitere Bilder |
| Cordon des Druides           |              | (Lage)                        | PA00090609    | Classé       | 1946  | weitere Bilder |
| Oppidum du Poulailler        |              | (Lage)                        | PA00090610    | Classé       | 1970  |                |
| Dolmen Pierre du Trésor      |              | (Lage)                        | PA00090611    | Classé       | 1946  |                |